# Heartland Football Club
Heartland Football Club (até 2006 conhecido como Iwuanyanwu Nationale) é um clube nigeriano de futebol, fundado em 1976 na cidade de Owerri.
Em sua história chegou a final da Liga dos Campeões da CAF em duas ocasiões, sendo a edição de 1988 e  2009.

## Títulos
| NACIONAIS | NACIONAIS            | NACIONAIS | NACIONAIS                      |
|           | Competição           | Títulos   | Temporadas                     |
| --------- | -------------------- | --------- | ------------------------------ |
| Nigéria   | Campeonato Nigeriano | 5         | (1987, 1988, 1989, 1990, 1993) |
| Nigéria   | Copa da Nigeria      | 3         | (1988, 2011, 2012)             |
| Nigéria   | Supercopa da Nigéria | 2         | (2011, 2012)                   |

## Desempenho em competições da CAF
liga dos campeões da CAF7
- 1988 - finalista
- 1989 - segunda rodada
- 1990 - semi finais
- 1991 - semi finais
- 1994 - quartas de finais
- 2009 - finalista
- 2010 - fase de grupos

Copa da Confederações da CAF3
- 2006 - fase de grupos
- 2012 - segunda rodada
- 2013 - primeira rodada

Copa da CAF1
- 2000 - semi finais

## Ídolos
- Vincent Enyeama
- Finidi George
- Emeka Ifejiagwa
- Benedict Iroha
- Nwankwo Kanu
- Paul Obiefule
- Uche Okechukwu
- Ajibade Babalade
- Ikechukwu Uche